# Biostimulation
 (mai 2024).
Si vous disposez d'ouvrages ou d'articles de référence ou si vous connaissez des sites web de qualité traitant du thème abordé ici, merci de compléter l'article en donnant les références utiles à sa vérifiabilité et en les liant à la section « Notes et références ».
La biostimulation autologue est une méthode de médecine esthétique[source insuffisante] qui consiste à activer des plaquettes sanguines recueillies par une prise de sang et à les réinjecter dans les tissus cutanés, afin d'apporter divers facteurs de croissance intrinsèques qui vont stimuler les cellules de la peau[source insuffisante]. Cette technique est aussi utilisée en chirurgie dentaire pour les implants dentaires.